# Bitti
Bitti (en sard, Vitzi) és un municipi italià, dins de la província de Nuoro. L'any 2007 tenia 3.481 habitants. Es troba a la regió de Barbagia di Nuoro Limita amb els municipis d'Alà dei Sardi (OT), Buddusò (OT), Lodè, Lula, Nule (SS), Onani, Orune, Osidda i Padru (OT).

## Administració
| Període | Identitat          | Partit        |
| ------- | ------------------ | ------------- |
| 2005-   | Giuseppe Ciccolini | Llista Cívica |

## Persones il·lustres
- Bachisio Bandinu, (Bitti, 1939, -) antropòleg i periodista.
- Michelangelo Pira - Mialinu, (Bitti, 1928 - Capitana di Quartu Sant'Elena, 1980): antropòleg i escriptor
- Gianuario Carta, (Bitti, 1931 - Cagliari, 2017): polític